# Las 10 personas más fascinantes de Barbara Walters
Las 10 personas más fascinantes de Barbara Walters fue una recopilación televisada de diez figuras públicas que son personajes prominentes en los campos del entretenimiento, los deportes, la política y la cultura popular. Presentada por Barbara Walters, la lista se transmitió anualmente el segundo jueves de diciembre en ABC desde 1993 hasta 2015. Aunque producidos por ABC News, los especiales no se presentan bajo el banner 20/20, la revista de noticias insignia de la cadena.

## Historia
Después de convertirse en la primera mujer en ser copresentadora de un noticiero vespertino en 1976, Barbara Walters dejó el ABC Evening News en 1978 para concentrarse en The Barbara Walters Specials .[cita requerida] una serie ocasional de entrevistas con jefes de Estado, creadores de noticias, estrellas del deporte y otras figuras públicas. Durante los primeros años de los 'especiales' en horario estelar, Walters consiguió la primera entrevista conjunta con el presidente de Egipto, Anwar Sadat, y el primer ministro de Israel, Menachem Begin. Los especiales continuaron transmitiéndose esporádicamente durante todo el año y vieron a Walters realizar entrevistas con una gran cantidad de figuras públicas y políticas, incluida la ex primera ministra británica Margaret Thatcher.
En un especial de 1993, Walters compiló una lista de doce figuras que definieron ese año. La persona en el primer lugar de ese año fue Hillary Clinton. El programa resultó popular y lo llevó a regresar con diez figuras cada año, excepto en 2000 y 2001. Inicialmente, 2013 iba a ser la última entrega de Walters del especial, que terminó con la misma persona que en el año de debut (Clinton); sin embargo, Barbara continuó con el programa tanto en 2014 como en 2015.

## Formato
El formato de la transmisión consta de diez perfiles biográficos breves, a menudo intercalados con una entrevista grabada recientemente con el sujeto. Walters presenta los perfiles a partir de un conjunto que tiene un telón de fondo computarizado y, a menudo, comenta por qué se eligió la figura para calificar para su inclusión en el programa.
Al igual que en otras listas anuales de fin de año como Time 100, los diez perfiles no están clasificados en ningún orden. Sin embargo, desde 2002, Walters ha terminado cada programa con su "Persona más fascinante". En 2007, este honor fue para el autor JK Rowling, quien fue el único de los diez que no fue entrevistado para el programa. En 2011, este honor fue otorgado póstumamente al fundador de Apple, Steve Jobs, la única persona fallecida en ese momento.

## Personas más fascinantes del año[3]
- 1993: Hillary Clinton (primera dama)
- 1994: Nelson Mandela
- 1995: Colin Powell
- 1996: Bill Clinton (Presidente de los Estados Unidos)
- 1997: Príncipe William de Gales (segundo en la línea de sucesión al trono británico)
- 1998: Madre Teresa
- 1999: Lance Armstrong (ganador del Tour de Francia)
- 2002: Laura Bush (primera dama)
- 2003: Hillary Clinton (Senadora de los Estados Unidos)
- 2004: Karl Rove ( consultor político )
- 2005: Camilla Parker Bowles (Duquesa de Cornualles)
- 2006: Nancy Pelosi (Presidenta de la Cámara de Representantes de los Estados Unidos)
- 2007: JK Rowling (autora)
- 2008: Barack Obama (Presidente de los Estados Unidos)
- 2009: Michelle Obama (primera dama)
- 2010: David Petraeus (general del ejército de los Estados Unidos)
- 2011: Steve Jobs (cofundador de Apple Inc.)
- 2012: David Petraeus (general del ejército de los Estados Unidos)
- 2013: Hillary Clinton (exSecretaria de Estado)
- 2014: Amal Clooney (abogada, activista, autora)
- 2015: Caitlyn Jenner (ex deportista olímpica y personalidad televisiva)

## Personas más fascinantes por año

### 1993
- Maya Angelou (autora y poeta)
- Connie Chung (presentadora de televisión)
- Hillary Clinton (primera dama)
- Barry Diller (ejecutivo de medios)
- Clint Eastwood (actor y director de cine)
- James Freed (arquitecto)
- Jack Kevorkian (médico)
- k.d. lang (cantante)
- David Letterman (comediante y presentador de televisión)
- Rush Limbaugh (personalidad de radio)
- Shaquille O'Neal (atleta)
- Stan Winston (artista de efectos especiales)

### 1994
- Leslie Abramson (abogado defensor de Lyle y Erik Menendez )
- Oksana Baiul y Viktor Petrenko (patinadores artísticos)
- Jimmy Carter (expresidente de Estados Unidos)
- Tom Hanks (actor)
- Jerry Jones (dueño de los Dallas Cowboys )
- Susan Lucci (actriz)
- Nelson Mandela (presidente de Sudáfrica )
- Rupert Murdoch (empresario)
- Steven Spielberg (cineasta)
- Barbra Streisand (cantante y actriz)

### 1995
- Jim Carrey (actor y comediante)
- Newt Gingrich (Presidente de la Cámara de Representantes de los Estados Unidos)
- John F. Kennedy Jr. (abogado e hijo del presidente John F. Kennedy )
- Courtney Love (cantante)
- Oseola McCarty (filántropo)
- Rick Nelson (rescatista del atentado de Oklahoma City)
- Colin Powell (ex general)
- Christopher Reeve (actor)
- Monica Seles (deportista)
- Ted Turner (ejecutivo de medios)

### 1996
- Oksana Baiul (patinadora artística)
- Bill Clinton (presidente de los Estados Unidos)
- Michael Crichton (autor)
- Tom Cruise (actor)
- Elizabeth Dole (esposa del candidato presidencial Bob Dole)
- Shannon Lucid (astronauta)
- Rosie O'Donnell (actriz, comediante y presentadora de televisión)
- Benjamin Netanyahu (Primer ministro de Israel)
- Dennis Rodman (atleta)
- Martha Stewart (personalidad de televisión)
- Kerri Strug (gimnasta)

### 1997
- Madeleine Albright (secretaria de Estado)
- Ellen DeGeneres (comediante y actriz)
- Michael Flatley (coreógrafo)
- Kathie Lee Gifford (personalidad de televisión)
- Alan Greenspan (economista y presidente de la Reserva Federal )
- Elton John (cantante y compositor)
- Arnold Schwarzenegger (actor)
- Príncipe Guillermo de Gales (segundo en la línea del trono británico)
- Ian Wilmut (embriólogo) (representado por Dolly )
- Tiger Woods (atleta)

### 1998
- James Cameron (director de cine)
- Calista Flockhart (actriz)
- Bill Gates (fundador de Microsoft)
- John Glenn (astronauta y senador de EE. UU.)
- Tom Hanks (actor)
- Geri Halliwell (cantante)
- Mark McGwire (atleta)
- Chris Rock (actor y comediante)
- Jerry Springer (presentador de televisión)
- Madre Teresa

### 1999
- Rey Abdullah II (Rey de Jordania)
- Johnathan Lee Iverson (maestro de ceremonias de circo)
- Monica Lewinsky (ex becaria de la Casa Blanca)
- Susan Lucci (actriz)
- Ricky Martin (cantante)
- Sumner Redstone (magnate multimedia)
- Joe Torre (entrenador de los Yankees de Nueva York)
- Jesse Ventura (gobernador de Minnesota y exluchador profesional)
- Lance Armstrong (ciclista)

### 2002
- Robert Atkins (nutricionista)
- Halle Berry (actriz)
- Laura Bush (primera dama de Estados Unidos)
- Isabel II (monarca británica)
- Sarah Hughes (patinadora artística)
- Tobey Maguire (actor)
- Phil McGraw (presentador de televisión y autor)
- Chief Moose (agente de la ley)
- Ozzy Osbourne (cantante y actor)
- Sherron Watkins ( denunciante de Enron )

### 2003
- Ben Affleck (actor)
- Hillary Clinton (senadora y ex primera dama)
- Siegfried Fischbacher y Roy Horn (artistas escénicos)
- Tommy Franks (general del ejército estadounidense)
- LeBron James (atleta)
- Beyoncé Knowles (cantante y actriz)
- Jennifer Lopez (cantante y actriz)
- Anfitriones de Queer Eye for the Straight Guy ( Ted Allen, Kyan Douglas, Thom Filicia, Carson Kressley, Jai Rodriguez )
- Arnold Schwarzenegger (actor y gobernador de California)
- Martha Stewart (presentadora de televisión)

### 2004
- Sergey Brin y Larry Page (fundadores de Google)
- Mel Gibson (actor y director de cine)
- Paris Hilton (alta sociedad)
- Ken Jennings (concursante del programa de juegos)
- Michael Moore (director de cine)
- Usher Raymond (cantante y actor)
- Karl Rove (consultor político)
- Curt Schilling (atleta)
- Donald Trump (empresario y personalidad televisiva)
- Oprah Winfrey (presentadora de televisión, actriz y filántropa)

### 2005
- Lance Armstrong (atleta)
- Tom Cruise (actor)
- Dakota Fanning (actriz)
- Jamie Foxx (actor, comediante y cantante)
- Teri Hatcher (actriz)
- Beth Holloway-Twitty (madre de Natalie Holloway )
- Thomas Mesereau (abogado)
- Camilla Parker Bowles (duquesa de Cornualles )
- Condoleezza Rice (secretaria de Estado)
- Kanye West (rapero)

### 2006
- Andre Agassi (atleta)
- Sacha Baron Cohen (actor y comediante)
- Patrick Dempsey (actor)
- Joel Osteen (evangelista)
- Steve Irwin y Terri Irwin (personalidades de la televisión)
- Jay-Z (rapero y empresario)
- Nancy Pelosi (Presidenta de la Cámara de Representantes de los Estados Unidos)
- Brad Pitt y Angelina Jolie (actores)
- John Ramsey (padre de JonBenét Ramsey)
- Anna Wintour (editora de moda)

### 2007
- Tom Anderson y Chris DeWolfe (emprendedor)
- David Beckham y Victoria Beckham (superpareja)
- Hugo Chávez (presidente de Venezuela)
- Bill Clinton (42 ° presidente de los Estados Unidos)
- Katherine Heigl (actriz)
- Jennifer Hudson (cantante y actriz)
- Don Imus (locutor de radio y escritor)
- JK Rowling (autor)
- Justin Timberlake (cantante y actor)

### 2008
- Thomas Beatie (hombre transgénero)
- Tom Cruise (actor)
- Miley Cyrus (cantante y actriz)
- Frank Langella (actor)
- Rush Limbaugh (presentador de un programa de entrevistas de radio)
- Barack Obama (presidente electo de los Estados Unidos)
- Sarah Palin (política, autora y oradora)
- Tina Fey (comediante, actriz, escritora y productora)
- Michael Phelps (nadador)
- Will Smith (actor y rapero)

### 2009
- Glenn Beck (presentador de radio y televisión)
- Brett Favre (mariscal de campo de fútbol)
- Lady Gaga (cantante)
- Kate Gosselin (personalidad de televisión)
- Los hijos de Michael Jackson
- Adam Lambert (cantante)
- Michelle Obama ( Primera dama de los Estados Unidos)
- Sarah Palin (política, autora y oradora)
- Tyler Perry (actor, director y autor)
- Jenny Sanford (primera dama de Carolina del Sur, heredera y banquera de inversiones)

- Tiger Woods (atleta)
- Sandra Bullock (actriz)
- LeBron James (atleta)
- El elenco de Jersey Shore (estrellas televisivas de reality)
- Jennifer Lopez (actriz y cantante)
- Kate Middleton (Duquesa de Cambridge y esposa del príncipe William)
- Sarah Palin (política)
- David Petraeus (general del ejército estadounidense)
- Betty White (actriz)
- Mark Zuckerberg (creador de Facebook)

### 2011
- Steve Jobs (ex director ejecutivo de Apple )
- Simon Cowell (personalidad de televisión)
- Jesse Tyler Ferguson y Eric Stonestreet (actores)
- Derek Jeter (jugador de béisbol de los Yankees de Nueva York )
- Donald Trump (magnate de los negocios)
- Katy Perry (cantante)
- Pippa Middleton (socialité y hermana de Catherine, duquesa de Cambridge )
- Amanda Knox (absuelta de asesinato)
- Herman Cain (empresario / político)
- La familia Kardashian (miembros de la alta sociedad y estrellas de telerrealidad)

### 2012
- Príncipe Harry (cuarto en la línea de sucesión al trono británico)
- Ben Affleck (actor y director)
- Honey Boo Boo (estrella del reality show)
- Chris Christie (gobernador de Nueva Jersey)
- Hillary Clinton (secretaria de Estado)
- Gabrielle Douglas (gimnasta medalla de oro olímpica)
- EL James (autor)
- Seth MacFarlane (actor, animador, director y cantante)
- One Direction (banda de música pop)
- David Petraeus (general del ejército estadounidense)

### 2013
- Jennifer Lawrence (actriz)
- Robin Roberts (presentador de noticias)
- Edward Snowden (ex contratista de la NSA y filtrador)
- Príncipe George de Cambridge (tercero en la línea de sucesión al trono británico)
- La familia Robertson (estrellas de telerrealidad)
- Kim Kardashian (estrella de telerrealidad y socialité)
- Kanye West (rapero)
- Miley Cyrus (cantante)
- Papa Francisco (266 ° Papa de la Iglesia Católica)
- Hillary Clinton (política)

Aunque las vistas previas del programa incluyeron a la nadadora Diana Nyad, no fue incluida en la transmisión final.

### 2014
Fecha de transmisión: 14 de diciembre de 2014
- Scarlett Johansson (actriz)
- Chelsea Handler (comediante)
- Neil Patrick Harris (actor / presentador)
- David H. Koch (empresario, filántropo, figura política)
- Oprah Winfrey (ex presentadora de televisión)
- Elon Musk (empresario e ingeniero / inventor)
- Michael Strahan (exjugador de la NFL y presentador de televisión)
- George RR Martin (autor)
- Taylor Swift (cantante)
- Amal Clooney (abogada, activista y autora)

### 2015
Fecha de transmisión: 17 de diciembre de 2015 (tercer jueves de diciembre)
- Amy Schumer (comediante, actriz)
- Donald Trump (empresario, presentador de televisión, figura política)
- Tracy Morgan (comediante, actor)
- Misty Copeland (bailarina de ballet)
- Ronda Rousey (luchadora de artes marciales mixtas)
- Donna Karan (diseñadora de moda)
- Bernie Sanders (Senador de los Estados Unidos)
- Jeff Bezos (empresario)
- Bradley Cooper (actor, productor)
- Caitlyn Jenner (decatleta olímpica, personalidad de televisión)

## Hitos
- Primera persona en aparecer en dos listas: Tom Hanks en 1994 y 1998
- Primera persona en aparecer en tres listas y cuatro listas: Hillary Clinton en 1993, 2003, 2012 y 2013
- Primera persona en aparecer consecutivamente en la lista más fascinante: Sarah Palin en 2008, 2009 y 2010
- Primera persona en ser nombrada la Más Fascinante dos veces: Hillary Rodham Clinton en 1993 y 2003
- Primera persona en ser nombrada la Más Fascinante tres veces: Hillary Rodham Clinton en 1993, 2003 y 2013